# 清龍寺 (和光市)
清龍寺（せいりゅうじ）は、埼玉県和光市にある天台宗系の単立寺院。

## 歴史
1173年（天長7年）、慈覚大師円仁によって開山された。円仁は当地に立ち寄り、湧水から霊気が立つのを目の当たりにして、寺を創建することになった。
当寺では護摩・祈祷や霊視・霊聴を行い、神仏習合色の強い寺である。そういうこともあり、天台宗の寺ではあるが、包括宗教法人としての天台宗には属さず、単立寺院として独自の宗教活動を展開している。別院として、千葉県市川市に「清龍寺観音院」を設けている。
日露戦争時の内閣総理大臣だった桂太郎と第3軍司令官乃木希典は、戦勝祈願のために当寺の湧水による滝で滝行を行ったという。

## 交通アクセス
- 成増駅より徒歩14分。